# Thomas McKean (politik)
Thomas McKean (19. března 1734, Pensylvánie – 24. června 1817, Filadelfie) byl americký právník a politik z New Castle County v Delawaru a Filadelfii. Během americké revoluce byl delegátem kontinentálního kongresu, kde podepsal Deklaraci nezávislosti Spojených států a Articles of Confederation (stanovy Konfederace). McKean byl zvolen i prezidentem Kongresu. V různých dobách byl členem federálních a demokraticko-republikánských stran. McKean byl prezidentem státu Delaware, hlavní soudce v Pensylvánii a guvernér státu Pensylvánie.

## Rodina

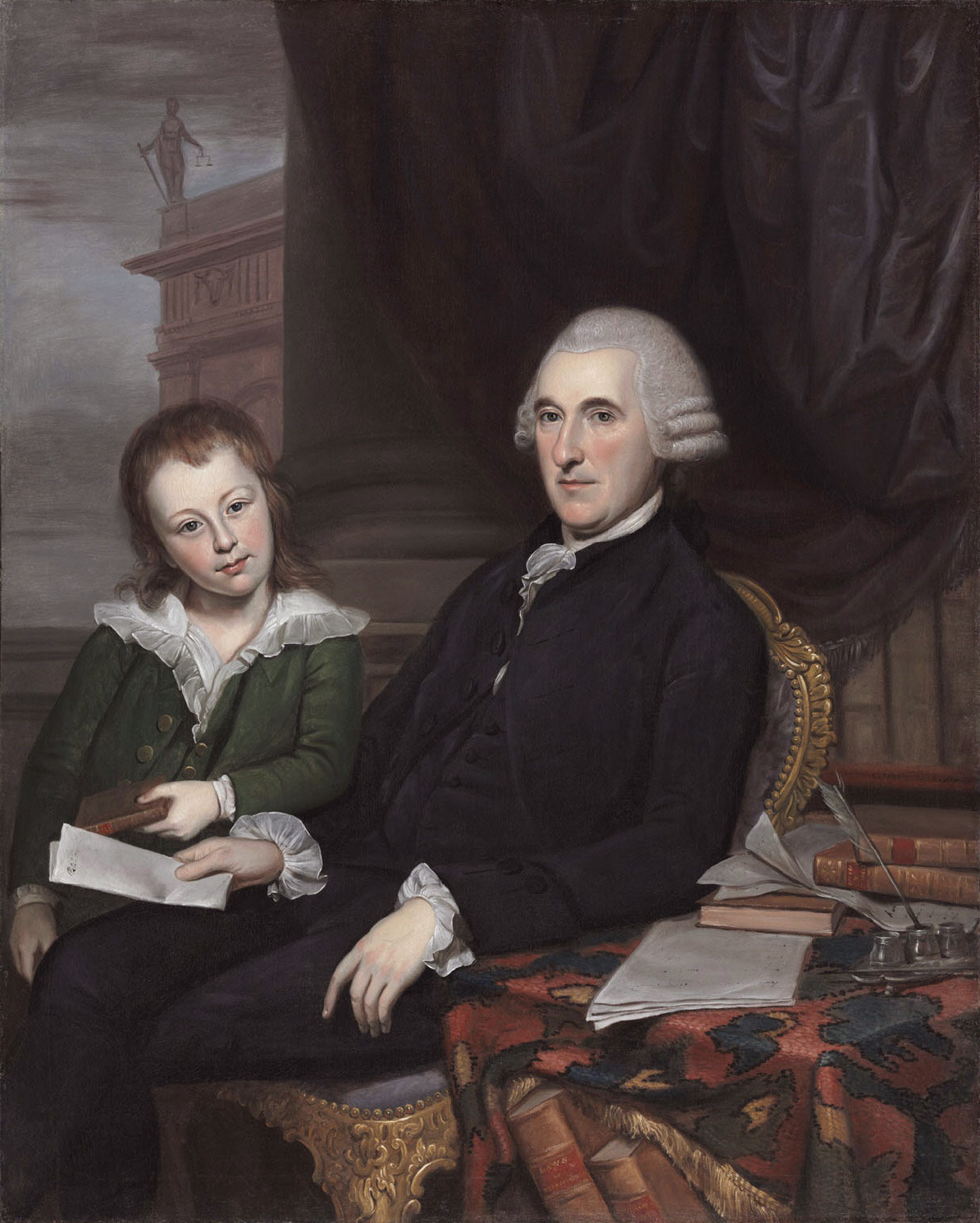
Guvernér Thomas McKean se svým synem (Charles Willson Peale, 1787)

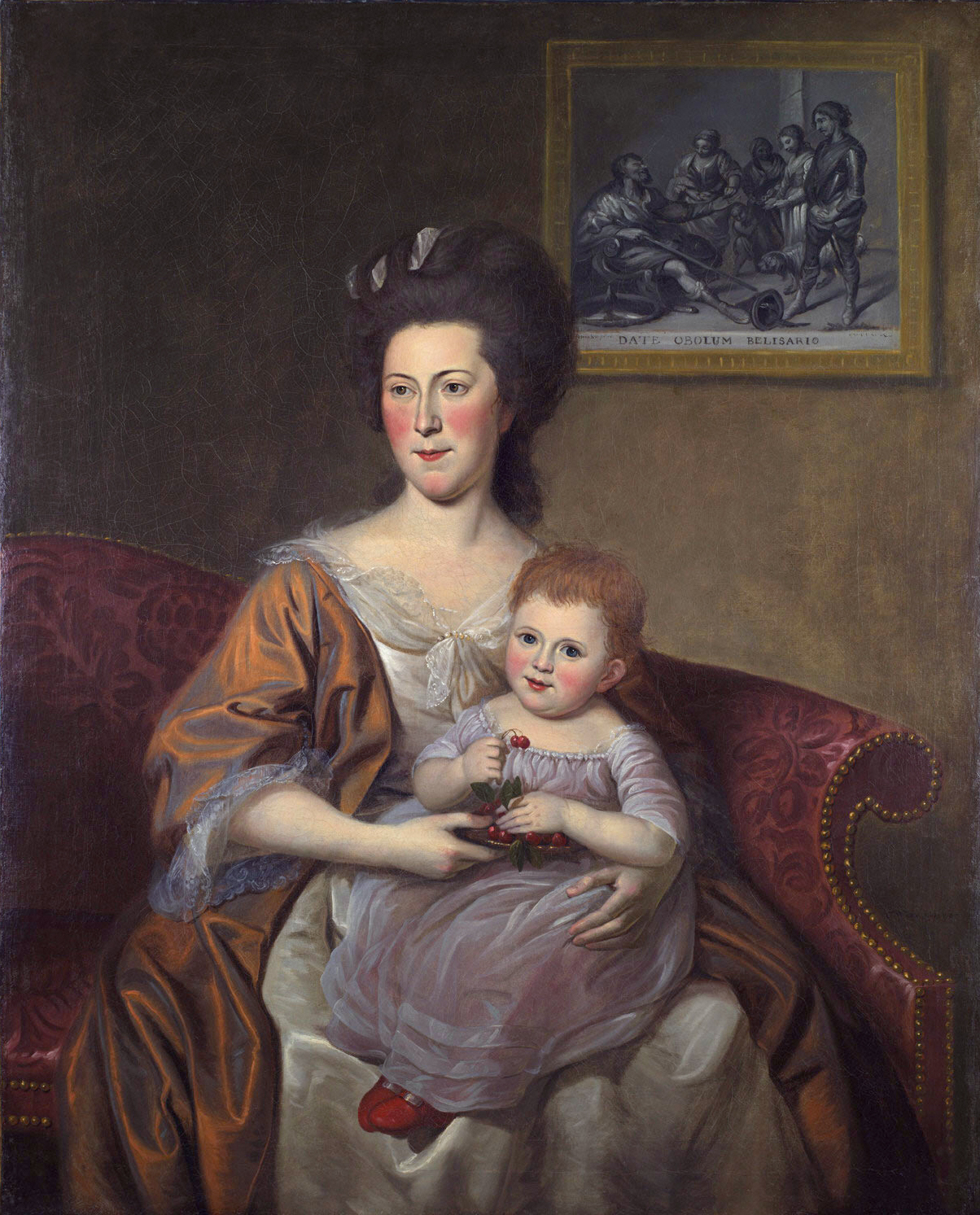
Sarah Armitage McKean s dcerou Marií Louisou (Charles Willson Peale, 1787)

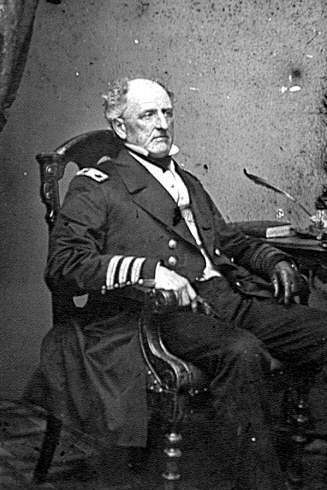
McKeanův vnuk Franklin Buchanan, 1802–1874

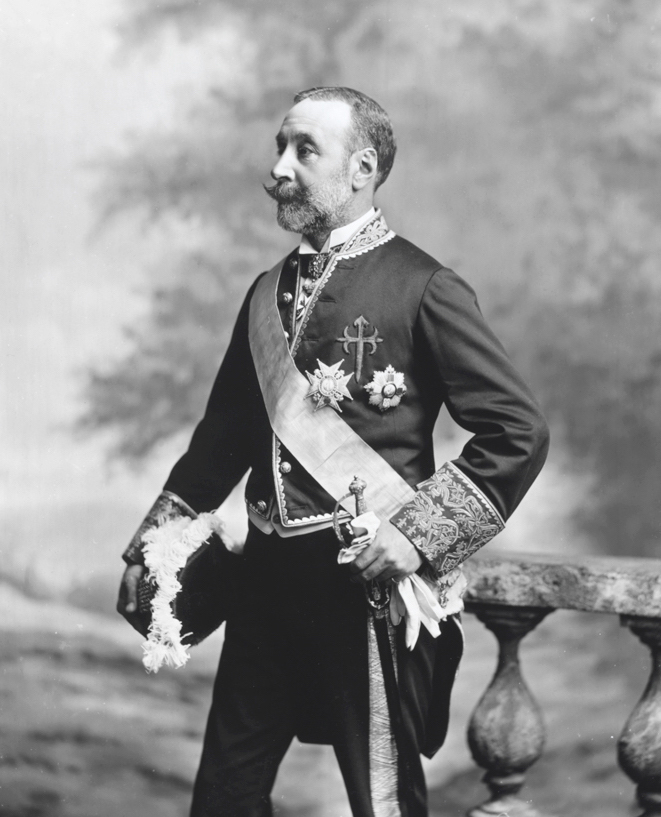
McKeanův pravnuk Carlos Martínez de Irujo, 8. vévoda ze Sotomayor

## Životopis
McKean se narodil v New London Township v provincii Pennsylvania. Byl synem Williama McKeana a Letitie Finneyové. Oba jeho rodiče byli Irové narození v Irsku, kteří přišli do Pensylvánie jako děti z Ballymoney, hrabství Antrim, Irsko.
Mary Borden byla jeho první manželkou. V roce 1763 se vzali a žili na New Castle v Delawaru. Měli šest dětí: Joseph, Robert, Elizabeth, Letitia, Mary a Anne. Mary Borden McKean zemřela v roce 1773 a je pohřbena v Immanuelském biskupském kostele v New Castle. Letitia McKean se provdala za Dr. George Buchanana a byla matkou admirála Franklina Buchanana.
Sarah Armitage byla McKeanova druhá manželka. V roce 1774 se vzali, žili ve Filadelfii v Pensylvánii a měli čtyři děti: Sarah, Thomas, Sophia a Maria. Byli členy presbyteriánského kostela v New Castle. McKeanova dcera Sarah se oženila se španělským diplomatem Carlosem Martínez de Irujo, 1. markýz z Casa Irujo; jejich syn Carlos Martínez de Irujo y McKean se později stal španělským premiérem.

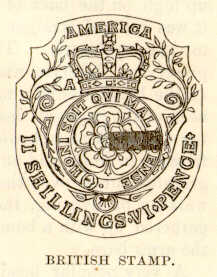
British revenue stamp

## Kariéra v koloniích
McKeanovo byl vzděláván na New London Academy u reverenda Francise Allisona. V šestnácti letech odešel do New Castlu v Delawaru, kde začal studovat právo u svého bratrance Davida Finneye. V roce 1756 byl jmenován zástupcem generálního prokurátora pro okres Sussex v Delaware. Od 1762/63 do 1775/76 byl členem General Assembly (Valného shromáždění) Lower Counties, kde pracoval jako mluvčí. Od července 1765 působil také jako soudce Court of Common Pleas.
v 18. století byl Delaware byl politicky rozdělen do volných politických frakcí známých jako Court Party (soudní strana) a Country Party (strana venkova). Většinová Court Party byla obecně anglikánská, nejsilnější v hrabství Kent a Sussex, dobře spolupracovala s koloniální vládou a byla pro smíření s brity. Menšinová Country Party byla z velké části z Ulster-Scot, soustředěná v New Castle County a silně obhajovala nezávislost na Britech. McKean byl ztělesněním politika Country Party a byl jejím vůdcem. Spolupracoval s Caesarem Rodneym z Kent County, a byl v opozici vůči jeho příteli a sousedovi, kterým byl George Read.
McKean a Caesar Rodney zastupovali na Kongresu stát Delaware. McKean navrhl postup hlasování, který později kontinentální kongres přijal: aby každá kolonie, bez ohledu na velikost nebo populaci, měla jeden hlas. Toto rozhodnutí ustanovilo precedens. McKean se stal jedním z nejvlivnějších členů Stamp Act Congres.

## Americká revoluce
McKean se stal zastáncem americké nezávislosti v Delawaru. Spolu s Georgem Readem a Caesarem Rodneyem byl jedním z delegátů za Delaware na prvním kontinentálního kongresu v roce 1774 a druhém kontinentálnm kongresu v letech 1775 a 1776.
Jako otevřený obhájce nezávislosti byl McKean klíčovým hráčem při přesvědčování ostatních, aby hlasovali pro oddělení kolonií od Velké Británie. Když Kongres začal diskutovat o usnesení nezávislosti v červnu 1776, Caesar Rodney chyběl. George Read byl proti nezávislosti, což znamenalo, že delegace Delaware byla rozdělena mezi McKeana a Reada, a proto jako stát nemohl Delaware hlasovat pro nezávislost. McKean požádal, aby nepřítomný Rodney přijel Doveru, aby vyřešil patovou situaci. Rodney cestoval celou noc, po hlasování ve prospěch Deklarace nezávislosti 2. července se McKean zúčastnil debaty o oficiálním znění Deklarace nezávislosti, které bylo schváleno 4. července.
Několik dní po hlasování McKean opustil Kongres, aby sloužil jako plukovník ve velení čtvrtého praporu pensylvánských milicí vytvořené Benjaminem Franklinem v roce 1747. Připojili se k Washingtonově obraně New Yorku v Perth Amboy, New Jersey. Nebyl tedy k dispozici, když většina signatářů připojila svůj podpis k prohlášení o nezávislosti dne 2. srpna 1776. Protože se jeho podpis neobjevil na tištěné kopii, která byla ověřena 17. ledna 1777. Má se za to, že dokument podepsal po tomto datu, možná až v roce 1781.
V konzervativní reakci proti obhájcům americké nezávislosti Delaware General Assembly ve volbách v říjnu 1776 pro rok 1776/77 nezvolil v říjnu 1776 ani McKeana ani Caesara Rodneye do Kontinentálního kongresu. Britská okupace po bitvě u Brandywine však vyvolala vekou změnu názorů a McKean se vrátil do Kongresu v říjnu 1777. Pracoval zde až do 1. února 1783. Pomáhal navrhovat články Konfederace a hlasoval pro jejich přijetí 1. března 1781.
Když pro špatné zdraví rezignoval Samuel Huntington na úřad prezidenta Kongresu v červenci 1781, byl McKean zvolen jeho nástupcem. Zastával úřad od 10. července 1781 do 4. listopadu 1781. Prezident Kongresu bylo postavení bez skutečné autority, ale úřad vyžadoval, aby McKean zvládl velkou část korespondence a podepisoval oficiální dokumenty. Během svého působení v úřadu se britská armáda lorda Cornwallise vzdala v Yorktownu a válku fakticky ukončila.

## Vláda v Delaware
McKean usiloval o uznání správnosti podpisu nezávislosti na General Assembly of Delaware, což učinil 15. června 1776. Poté byl v srpnu zvolen do zvláštní komise pro navržení nové státní ústavy. McKean se vydal na jediný den do Doveru v Delaware a za noc zde, prakticky sám, vypracoval dokument. Byl přijat 20. září 1776. Delawarská ústava z roku 1776 se stala první státní ústavou, která byla vytvořena po podpisu Deklarace nezávislosti.
McKean byl pak zvolen do delawareského prvního sněmovního shromáždění pro obě zasedání 1776/77 a 1778/79, pracoval pro Johna McKinlyho jako mluvčí 12. února 1777, když se McKinly stal prezidentem Delaware. Krátce po zajetí a uvěznění prezidenta McKinly pracoval McKean jako prezident Delaware od 22. září 1777 do 20. října 1777.